# ゴッホ向井ブルー
ゴッホ向井（ゴッホむかい、1990年2月22日。 - ）は、日本のピン芸人。広島県大竹市出身。元松竹芸能所属。2021年4月から「大好き大竹応援大使」。
2023/8/4 最強開運日に「ゴッホ向井ブルー」から「ゴッホ向井」に改名。

## 人物
- 3人兄弟の次男。
- 物心ついたころから地元である広島東洋カープの大ファン[7]。
- 学生時代は実家の近くの大野三軍練習場や二軍の由宇練習場に通っていた生粋のカープファンで、現在も年間30試合以上は野球場に通っている[8]。
- 両親が共に教師で厳しく育てられたが、そんな中、中学生時代に『笑いの金メダル』（テレビ朝日系）、『爆笑オンエアバトル』（NHK総合）が好きになって、テレビを毛布の中に入れてイヤホンを付けて視ており、これらの番組がきっかけでお笑い好きになった[7]。
- 中学時代、一時期不登校であったと告白している。朝、制服で家を出るも登校せずを繰り返し、両親は不登校を把握していなかった。不登校中、近隣の広島カープ大野練習場に赴き、木村拓也選手に写真撮影をお願いした際、自身の不登校を告白した所、「大人だって会社に行きたくない時がある。焦らなくても大丈夫。」と励まされ、以降登校する様になったという[9]。
- 高校1年生のとき「M-1グランプリ」に同級生の友人と遊びでエントリーした際、出番の時間が近くなっても友人が現れず、受付に謝りを入れて帰ろうとするも、その事を偶然聞いたMCのへびいちごが帰宅しようとした向井を追いかけ、「舞台にだけでも立ってみいひん？」と言われ、出場者全員の漫才が終わった後にへびいちごの2人と共に舞台へ立たせてもらったエピソードがある。その時にへびいちごの高橋から「この子(向井)なぁ、元々出てくれる予定やってんけど、相方が怖くなって逃げてしもうて出られへんようなってん。可哀想やろ？」とフォローをしてくれた。グランプリが終わり、へびいちごに「お笑いだけは嫌いにならんとってな。またチャレンジして、その時がきたらいつでも待ってるから。」と優しくしてもらい、これがきっかけとなって芸人の道を目指す[7]。
- 中学・高校は中高一貫校だったが、高校は1年で中退。定時制通信制高校で高校卒業の資格を取得。アルバイトでも100万円貯め、2008年に上京[7]。
- 芸名は、可愛がってもらっていたというクロンモロンの渡邉星に「お前はゴッホのように死んでから評価される」と言われたことでゴッホを前に、好きな色であるブルーを後ろに、それぞれ本名の向井の前後に付けた[10]。
- 映像編集が特技で、趣味で作った映像のセンスを認められ、単独ライブの映像制作をしている。（ラブレターズ、かもめんたる、三四郎、モグライダー、浜口浜村、ニッチェ、ジグザグジギー、ジンカーズ、コマンダンテ、うしろシティ、井森美幸、ほか）
- 趣味・野球ゲーム(パワプロ、プロスピ)
- 足つぼマッサージが大好きで毎月通っている(本当は毎日通いたい)
- Twitterの文章の最後に広島弁の「じゃけ」を付ける。
- スピードワゴンの小沢一敬、チュートリアルの徳井義実、桝本壮志（放送作家）が3人で借りたシェアハウスに一年間4人で一緒に住んでいた[10]。
- 休みの日は喫茶店でコーヒーを飲むのが好き。
- 2018年3月30日の広島カープ開幕戦にて開幕投手が1球目を投じるまでに改名をする話が出たが、アンケートをとった結果とりあえず現状維持になった。改名の候補は大竹ひろし(広島東洋カープ菊池涼介案)、ダイジョーブ向井(極楽とんぼ山本圭壱案)。
- 2018年12月末日をもって松竹芸能との契約を終了した[4]。
- 向井の発案をきっかけに新設された、大竹市「大好き大竹応援大使」第1号に任命された[6]。

## 芸風
- 主に漫談。マニアックな広島東洋カープネタが多い。ネタ中は標準語。
- 登壇時「どーもー！ゴッホ向井ブルーでーす！」と言いながら、握った右腕を胸に当てるポーズをする。
- 衣装は広島東洋カープのユニフォームやTシャツ。MCやトークコーナーでは自作のTシャツを着用することもある。

## 略歴
- 岡山ひとりお笑いグランプリ 審査員特別賞
- R-1ぐらんぷり2011 準々決勝進出
- R-1ぐらんぷり2012 準々決勝進出
- R-1ぐらんぷり2015 準々決勝進出

## 出演

### テレビ
現在の出演番組
レギュラー
- 5up！（旧みみよりライブ 5up!）（2018年4月9日 - 、広島ホームテレビ）木曜レギュラー 
  - 2020年1月〜月曜・火曜レギュラー
  - （ - 2019年）月曜レギュラー
- ちゅピCOM SPORT&LIFE（2020年4月 - 、ちゅピCOM）2020年4月から月曜・火曜レギュラーMC
- ワンわんワンダフル（テレビ新広島）レギュラーMC

過去の出演番組
- カープ特番 鯉に恋する濃い男たちの赤道直火トークライブ!コイばな（2014年2月1日、広島ホームテレビ）
- アメトーーク!（テレビ朝日）
  - 緊急!広島カープ芸人（2015年3月19日）
  - 25年ぶりの優勝で公約実現…緊急!広島カープ芸人（2016年9月29日）
  - 日曜もアメトーーク!「定時制高校芸人」（2017年9月10日）
- お願い!ランキング（テレビ朝日）
- ストリートファイターズ（テレビ朝日）
- オスカル!はなきんリサーチ(テレビ朝日)
- メレンゲの気持ち（日本テレビ）
- Going!Sports&News（日本テレビ）
- 今夜くらべてみました（日本テレビ）
- ピラメキーノ（テレビ東京）
- 鯉のはなシアター（広島ホームテレビ）
  - #46「戦後70年 2つの"復興"に生きた沖縄の星（2015年6月24日）
  - #89「一通の手紙が語る 黒田博樹とファンの絆（2016年6月29日）
  - カープが優勝した25のキーワード（2016年12月14日） 会えるテレビ!HOMEぽるフェス2016 公開収録
  - 長野久義と妻が歩んだ84日間の移籍劇の裏側（2019年5月27日）
  - 坂倉将吾と家族の絆ドラマ（2019年6月10日）
- もっと広島に恋しよう 金ぶち（広島テレビ）
  - 2015カープ総決算!選手＆ファンが選ぶ記憶に残る一球（2015年10月23日）
  - 第11回「完全カープ主義SP つかめ!V7セ界一」（2016年9月9日）
- HOME45周年キニナル M-1グランプリ2015 広島から頂点を目指せ!（2015年10月31日、広島ホームテレビ）
- 村上信五とスポーツの神様たち「黒田博樹マニア王決定戦」（2016年7月20日、フジテレビ）
- 恋すぽカープV7スペシャル 25年ぶりの優勝だから朝までいくぞ!!（2016年9月10日、広島ホームテレビ）
- 完全生中継!カープ優勝パレード 感動をありがとうSP（2016年11月5日、広島ホームテレビ）
- ロンドンハーツ「M-2グランプリ 超レア!体を張った企画に司会者芸人達が挑戦!」（2016年12月4日、テレビ朝日）
- くりぃむナンチャラ（テレビ朝日）
  - お笑いマニア王決定戦予選会（2016年12月17日・24日）
  - くりぃむしちゅー特番 芸能界最強!お笑いマニア王決定戦（2017年1月3日）
- テレビ派×進め!スポーツ元気丸 presents リーグ連覇へ!カープ黄金時代がやって来たSP（2017年9月3日、広島テレビ）
- J SPORTS 広島東洋カープ2017 優勝特番 ～祝・37年ぶりリーグ連覇!～（2017年、BSスカパー!） ナレーション
- プロ野球ワイド（BSスカパー!）
  - プロ野球ワイド2017（2017年9月・10月）
  - プロ野球ワイド2018～キャンプ中継スペシャル～（2018年2月4日）
  - プロ野球ワイド2018～開幕直前スペシャル～（2018年3月25日）
  - プロ野球ワイド2018（2018年11月12日・2018年5月28日）
- ひろしま深掘りライブ フロントドア（広島ホームテレビ）
  - ひろしま深掘りライブ フロントドアスペシャル
  - ひろしま深掘りライブ フロントドア 旅グセ。フェスタ生中継（2018年3月24日）
- 勝ちグセ。カープV8達成!力舞いて連覇SP（2017年9月18日、広島ホームテレビ）
- ぽるぽるLIVE～カープトーク～（2018年2月5日、広島ホームテレビ）
- カープ芸人!俺たちの沖縄キャンプ 選手を追いかけ沖縄でキャンプをしたら?!（2018年3月11日、広島ホームテレビ）
- せとうち旅グセ。フェスタ特番（2018年3月24日、広島ホームテレビ）
- 勝ちグセ。カープおめでとうV9SP ℃℃℃～と3連覇（2018年9月26日、広島ホームテレビ）
- 朝から5up!カープ3連覇おめでとうSP（2018年9月27日、広島ホームテレビ）
- スマートフォンデュ（2018年9月28日、テレビ朝日）
- せとうち旅グセ。フェスタ2019生放送で大公開！絶対来てねSP！（2019年3月22日、広島ホームテレビ）
- eスポーツMaX（TOKYO MX）
- 輝け!ギャラ3000円芸人（BSスカパー!）
- サトミツ・ねづっちのエンタメショー（BS寄席チャンネル）
- 松竹芸能創立60周年記念　新宿ますだおかだ寄席（BSフジ）
- デュエル・マスターズDASH TVS（キッズステーション）
- 勝ちグセ。カープTV（2019年5月27日、広島ホームテレビ）
- カープ道（広島ホームテレビ）
- カープ道年末SP（2019年12月28日、広島ホームテレビ）

### ネット
- 徳井義実の24時間生放送!! ～徳井さんの妄想全て叶えちゃいますSP～（AbemaTV）
- 椎名ぴかりんのヤッてみるニュース（AbemaTV）
- 松竹芸能チャンネル（AbemaTV）
- SMBC日本シリーズ2016 第3戦 北海道日本ハムファイターズvs広島東洋カープ（2016年10月25日、AbemaTV） 野球解説
- SMBC日本シリーズ2016 第5戦 北海道日本ハムファイターズvs広島東洋カープ（2016年10月27日、AbemaTV） 野球解説
- 松井咲子の爆笑クレッシェンド #6（WALLOP）
- 勝ちグセ。CarpTV（HOMEぽるぽるTV）準レギュラー

### ラジオ
レギュラー出演
- アラウンドカープX[11]（広島FM、2019年4月1日 - ）毎週月曜15:00-15:55
- 山本将輝の#PUSH　　(広島FM)　水曜・木曜15:00-17:50

単発
- 広島カープ芸人のオールナイトニッポンR（2015年4月25日、ニッポン放送）
- ショーアップナイター・プロ野球中継（ニッポン放送）
- マイナビ Laughter Night（TBSラジオ）
- 大竹まこと ゴールデンラジオ!（文化放送）
- 60TRY部（ラジオ日本）
- ココだけスポーツ&ニュース（RCCラジオ）
- 森本ケンタのハッピータイムRADIO♪（RCCラジオ）
- スパローズの原宿神宮前人（soraxniwaFM）
- 春の小ネタまつり（渋谷のラジオ）
- フレッシュアップベースボール（2018年4月3日、ABCラジオ）
- 渋谷のラジオの学校（2018年4月3日・2018年7月17日、渋谷のラジオ）
- Nらじ（2018年5月2日・2018年10月12日、NHKラジオ第一放送）
- Veryカープ！バッチコイする応援団（2018年5月4日・2018年5月25日、RCCラジオ）
- RCC赤ヘルLIVE!!みんなでカープを応援しよう!（RCCラジオ）
- MONDAY CARP STUDIO “M”（2018年10月29日・2019年2月18日、広島FM）
- カープ開幕スペシャル！皆実町マルシェもドッテンカープ！（2019年3月29日、広島FM）
- Veryカープ!バッチコイする応援団（2019年6月27日、RCCラジオ）
- 水曜JUNK 山里亮太の不毛な議論（2019年6月12日、TBSラジオ）
- 中国！ちゅーもく！ラジオ（2020年2月7日、NHKラジオ第一）
- ひろしまコイらじ（2020年1月2月、NHKラジオ第一）

### CM
- サンヨー食品（2019年9月）
- SUUMO（リクルート／2020年9月）
- ゼロマリッジ（2021年1月-）
- 三菱自動車（2021年4月-）
- 特急レーン焼肉 牛ゴロー（2021年6月-）

### 雑誌
- カープ"愛"倶楽部（2019年4月8日 - 、広島東洋カープ×J SPORTS） レギュラーインタビューアー出演
- ぴあ お笑いライブ読本（ぴあMOOK）
- VVmagazine vol.20（ヴィレッジヴァンガード）
- CIRCUS MAX（KKベストセラーズ）
- 広島東洋カープ読本2016（2016年3月25日、洋泉社）
- Vじゃけえ広島!!Road to VICTORY ベースボールマガジン別冊 輝鯉号（2016年9月7日、ベースボール・マガジン社）
- 完全保存版 2017年広島東洋カープ優勝記念号 Slugger2017年11月号増刊（2017年11月1日発行、日本スポーツ企画出版社）
- 月刊ENTAME3月号～2018年ブレイク芸人番付～（徳間書店）

### DVD・Blu-ray
- アメトーークDVD＆ブルーーレイvol.38
  - 優勝!!広島カープ芸人（2015.3.19 & 2016.9.29 on air）収録
- アメトーークDVD＆ブルーーレイvol.40
  - 定時制高校芸人（2017.9.10 on air）収録